# إيليا كازاكوف (صحفي)
إيليا كازاكوف (بالروسية: Казаков, Илья Аркадьевич)‏ هو مذيع وصحفي روسي، ولد في 3 أغسطس 1972 في كوروليوف في روسيا.